# Paul Feig
Paul Feig (Mount Clemens, 17 settembre 1962) è un regista, sceneggiatore, attore, produttore televisivo e produttore cinematografico statunitense.
Tra i suoi lavori principali da regista vi sono i film Le amiche della sposa (2011), Corpi da reato (2013), Io sono David (2003).

## Filmografia parziale

### Regista

#### Cinema
- Io sono David (2003)
- Mi sono perso il Natale (Unaccompanied Minors) (2006)
- Le amiche della sposa (Bridesmaids) (2011)
- Corpi da reato (The Heat) (2013)
- Spy (2015)
- Ghostbusters (2016)
- Un piccolo favore (A Simple Favor) (2018)
- Last Christmas (2019)
- L'accademia del bene e del male (The School for Good and Evil) (2022)
- Jackpot - Se vinci ti uccido! (Jackpot!) (2024)
- Un altro piccolo favore (Another Simple Favour) (2025)

#### Televisione
- Life Sold Separately (1997)
- Freaks and Geeks – serie TV, 1 episodio (2000)
- Undeclared – serie TV, 1 episodio (2000)
- The Office – serie TV, 14 episodi (2005-2011)
- Arrested Development - Ti presento i miei (Arrested Development) – serie TV, 7 episodi (2004-2005)
- Weeds – serie TV, 3 episodi (2005-2007)
- Mad Men – serie TV, 1 episodio (2007)
- 30 Rock – serie TV, 1 episodio (2007)
- Parks and Recreation – serie TV, 1 episodio (2009)
- Bored to Death - Investigatore per noia (Bored to Death) – serie TV, 2 episodi (2009)
- Ronna & Beverly – film TV (2009)
- Nurse Jackie - Terapia d'urto (Nurse Jackie) – serie TV, 10 episodi (2009-2010)

### Sceneggiatore

#### Cinema
- Io sono David (2003)
- Spy (2015)
- Ghostbusters (2016)
- L'accademia del bene e del male (The School for Good and Evil), regia di Paul Feig (2022)

#### Televisione
- Freaks and Geeks – serie TV (1999-2000) - creatore serie
- Other Space – serie TV (2015) - creatore serie

### Produttore

#### Cinema
- Le amiche della sposa (Bridesmaids) (2011)
- Corpi da reato (The Heat) (2013)
- Spy (2015)
- Snoopy & Friends - Il film dei Peanuts (The Peanuts Movie), regia di Steve Martino (2015)
- Ghostbusters (2016)
- Fottute! (Snatched), regia di Jonathan Levine (2017)
- Un piccolo favore (A Simple Favor) (2018)

#### Televisione
- Freaks and Geeks – serie TV (2000)
- The Office – serie TV (2008-2009)
- Nurse Jackie - Terapia d'urto (Nurse Jackie) – serie TV (2010)
- Ronna & Beverly – serie TV (2012)
- Other Space – serie TV (2015)

### Attore

#### Cinema
- Scuola di zombi (Zombie High), regia di Ron Link (1987)
- L'ora della rivincita (Three O'Clock High), regia di Phil Joanou (1987)
- Fuori pista (Ski Patrol), regia di Richard Correll (1990)
- Zoo Radio (1990)
- Una pallottola spuntata 33⅓ - L'insulto finale (Naked Gun 33⅓: The Final Insult), regia di Peter Segal (1994)
- Pesi massimi (Heavyweights), regia di Steven Brill (1995)
- Music Graffiti (That Thing You Do!), regia di Tom Hanks (1996)
- Fuga dalla Casa Bianca (My Fellow Americans), regia di Peter Segal (1996)
- Statical Planets (1997)
- Life Sold Separately (1997)
- 110 e frode (Stealing Harvard), regia di Bruce McCulloch (2002)
- Io sono David (2003)
- Molto incinta (Knocked Up), regia di Judd Apatow (2007)
- Walk Hard - La storia di Dewey Cox (Walk Hard: The Dewey Cox Story), regia di Jake Kasdan (2007)
- Bad Teacher - Una cattiva maestra (Bad Teacher), regia di Jake Kasdan (2011)

#### Televisione
- L'albero delle mele (The Facts of Life) – serie TV, 1 episodio (1986)
- Dirty Dancing – serie TV, 11 episodi (1988-1989)
- In famiglia e con gli amici (Thirtysomething) – serie TV, 1 episodio (1990)
- It's Garry Shandling's Show. – serie TV, 3 episodi (1990)
- Good Sports – serie TV (1991)
- Get a Life – serie TV, 1 episodio (1991)
- Deep Dish – film TV (1992)
- The Edge – serie TV, 7 episodi (1992-1993)
- The Jackie Thomas Show – serie TV, 18 episodi (1992-1993)
- Pappa e ciccia (Roseanne) – serie TV, 1 episodio (1993)
- La famiglia Bowman (The Good Life) – serie TV, 2 episodi (1994)
- Hardball – serie TV, 1 episodio (1994)
- The Louie Show – serie TV, 6 episodi (1996)
- Sabrina, vita da strega (Sabrina, the Teenage Witch) – serie TV, 26 episodi (1996-1997)
- Men Behaving Badly – serie TV, 1 episodio (1997)
- Ellen – serie TV, 1 episodio (1997)
- The Drew Carey Show – serie TV, 1 episodio (1998)
- Freaks and Geeks – serie TV, 1 episodio (1999)
- Arrested Development - Ti presento i miei (Arrested Development) – serie TV, 1 episodio (2004-2005)
- Nurse Jackie - Terapia d'urto (Nurse Jackie) – serie TV, 1 episodio (2009)
- The Office – serie TV, 1 episodio (2012)
- Maron – serie TV, 1 episodio (2014)